# Montgomery (Indiana)
Pour les articles homonymes, voir Montgomery.
Montgomery est une municipalité située dans le comté de Daviess, dans l’État de l'Indiana, aux États-Unis. Lors du recensement de 2020, elle comptait 792 habitants.